# Márcio Araújo
Márcio Henrique Barroso Araújo (Fortaleza, 12 de octubre de 1973) es un exjugador brasileño de voleibol de playa. Fue subcampeón olímpico en los Juegos Olímpicos de Pekín 2008. También participó en los Juegos Olímpicos de Atenas 2004 y fue campeón mundial en 2005, subcampeón mundial en 2011 y bronce en el mundial de 2003. También fue premiado en el Circuito Mundial de Voleibol de Playa como mejor colocador en 2006, 2007 y 2008, y como mejor jugador defensivo en 2005.
Empezó tarde en el voleibol de playa, a los 19 años. En un principio, fue invitado por el técnico Ronald Rocha para ser una especie de “compañero de combate” de la dupla Franco y Roberto Lopes. Posteriormente, comenzó a construir su propia trayectoria. Zurdo y con la recepción como especialidad, Márcio se unió a Benjamin en 2000, con quien compitió en los Juegos Olímpicos de Atenas 2004. En 2005, al necesitar un bloqueador, cambió de pareja y comenzó a jugar con Fabio Luiz. La recompensa llegó en Pekín 2008, cuando ganó la medalla de plata.